# Temelucha melanopsammae
Temelucha melanopsammae är en stekelart som beskrevs av Kusigemati 1981. Temelucha melanopsammae ingår i släktet Temelucha och familjen brokparasitsteklar. Inga underarter finns listade i Catalogue of Life.